# Atletiek op de Paralympische Zomerspelen 2024 - 5000 m vrouwen T54
De 5000 meter voor vrouwen klasse T54 op de Paralympische Zomerspelen 2024 vond plaats op 30 augustus (series) en 31 augustus (finale) in het Stade de France. Deze klasse is voor atletes met onderbreking van de zenuwen in de lagere delen van de rug, zonder beenfunctie, maar met een bijna volledige armfunctie en een redelijke tot normale rompfunctie. Dit is een gecombineerde klasse met T53. De winnares van 2020 was Susannah Scaroni uit de Verenigde Staten, die in 2024 werd opgevolgd door Catherine Debrunner uit Zwitserland. Susannah Scaroni behaalde het zilver en de Australische Madison de Rozario won de bronzen medaille.

## Records
Voorafgaand aan het toernooi waren dit het wereldrecord en het Paralympisch record.
| Wereldrecord        | Verenigde Staten Susannah Scaroni | 10:25.00 | Nottwil | 8 juni 2024      |
| Paralympisch record | Verenigde Staten Susannah Scaroni | 10:52.57 | Tokio   | 28 augustus 2021 |

## Series
De top vijf van beide series kwalificeerden zich direct voor de finale.

#### Serie 1
| Rang | Kl. | Naam                   | Naam | Tijd     | Bijz. |
| ---- | --- | ---------------------- | ---- | -------- | ----- |
| 1    | T54 | Susannah Scaroni       | USA  | 11:38.34 | Q     |
| 2    | T53 | Madison de Rozario     | AUS  | 11:43.64 | Q     |
| 3    | T54 | Patricia Eachus        | SUI  | 11:45.43 | Q     |
| 4    | T54 | Tian Yajuan            | CHN  | 12:13.81 | Q     |
| 5    | T54 | Eden Rainbow-Cooper    | GBR  | 12:23.53 | Q     |
| 6    | T54 | Aline dos Santos Rocha | BRA  | 12:55.50 |       |

### Serie 2
| Rang | Kl. | Naam                      | Naam | Tijd     | Bijz. |
| ---- | --- | ------------------------- | ---- | -------- | ----- |
| 1    | T53 | Catherine Debrunner       | SUI  | 12:43.82 | Q     |
| 2    | T54 | Merle Marie Menje         | GER  | 12:44.17 | Q     |
| 3    | T54 | Manuela Schär             | SUI  | 12:44.20 | Q     |
| 4    | T54 | Shauna Bocquet            | IRL  | 12:44.52 | Q     |
| 5    | T54 | Jenna Fesemyer            | USA  | 13:33.73 | Q     |
| —    | T54 | Vanessa Cristina de Souza | BRA  | DNF      |       |

## Finale
| Rang   | Kl. | Naam                | Naam | Tijd     | Bijz. |
| ------ | --- | ------------------- | ---- | -------- | ----- |
| Goud   | T53 | Catherine Debrunner | SUI  | 10:43.62 | PR    |
| Zilver | T54 | Susannah Scaroni    | USA  | 10:45.18 |       |
| Brons  | T53 | Madison de Rozario  | AUS  | 11:10.20 |       |
| 4      | T54 | Patricia Eachus     | SUI  | 11:10.44 |       |
| 5      | T54 | Manuela Schär       | SUI  | 11:10.52 |       |
| 6      | T54 | Tian Yajuan         | CHN  | 11:37.24 | SB    |
| 7      | T54 | Merle Marie Menje   | GER  | 11:49.97 |       |
| 8      | T54 | Merle Menje         | GER  | 11:49.97 |       |
| 9      | 54  | Jenna Fesemyer      | USA  | 12:19.68 |       |
| —      | T54 | Eden Rainbow-Cooper | GBR  | DNF      |       |